# Micropachycephalosaurus
Мікропахіцефалозавр (Micropachycephalosaurus що означає «маленька товстоголова ящірка») — вимерлий рід базальних маргіноцефальних динозаврів, що включає лише типовий вид Micropachycephalosaurus hongtuyanensis. Він жив у Китаї в кампанський ярус пізньої крейди, ⁣ і був знайдений у формації Цзянцзюньдін. Рід відомий тим, що має найдовшу назву серед усіх динозаврів — 23 літери у родовій назві, тоді як повна біноміальна назва містить 37 літер.

## Відкриття та найменування
Голотип IVPP V5542 було знайдено на скелі на південному заході від Лайяна, провінція Шаньдун, поблизу залізничної станції Хунтуян. Останки були описані та названі Дун Чжіміном у 1978 році як належні до нового роду та виду Micropachycephalosaurus hongtuyanensis, який на той момент, за його оцінкою, походив із формації Ванші.
IVPP V5542 складався з лівого кісткового мозку квадратної форми, часткового зубного ряду з сімома зубами, включав ще один частковий зубний ряд без зубів, один вільний зуб, частковий базиокципітальний хребець, центральні частини трьох задніх дорсальних та двох крижових хребців із відбитками нервових остистих відростків, чотири часткові хвостові хребці, що збереглися майже в суглобі з відповідними шевронами, ізольовані центральні частини семи хвостових хребців (один із частковою нервовою дугою), одну ізольовану часткову каудальну нервову дугу, часткову ліву клубову кістку, ліву стегнову кістку та проксимальну частину лівої великогомілкової кістки. Тім'яна та луската кістки, що також могли належати до голотипу, були описані Донгом (1978), але пізніші дослідження Батлера та Чжао (2009) не підтвердили їх наявність.

## Опис
Мікропахіцефалозавр, ймовірно, досягав довжини близько 1 метра (3,3 фута) у дорослому віці. Це був двоногий травоїдний динозавр.

## Класифікація
Палеонтолог Дун Чжімін спочатку описав Мікропахіцефалозавра як представника Pachycephalosauria, групи двоногих травоїдних тварин із куполоподібною головою. Однак переоцінка родини Pachycephalosauridae, проведена Салліваном у 2006 році, поставила під сумнів це віднесення.
Подальше вивчення голотипу, проведене Батлером та Чжао у 2008 році, не виявило жодних характеристик, що пов'язують мікропахіцефалозавра з пахіцефалозаврами. Єдиний можливий доказ цього зв'язку — потовщений дах черепа — був відсутній у досліджуваній колекції скам'янілостей і не міг бути використаний для підтвердження або спростування початкової класифікації. У зв'язку з цим Батлер та Чжао віднесли його до невизначених представників Cerapoda. Кладистичний аналіз, проведений Батлером та ін. у 2011 році, показав, що мікропахіцефалозавр є базальним представником Ceratopsia. Філогенетичний аналіз, здійснений Фонсекою та ін. у 2024 році, відніс цей таксон до базальних пахіцефалозаврів.

## Палеоекологія
Мікропахіцефалозавра було знайдено у формації Цзянцзюньдін китайської групи Ванші. Формація Цзянцзюньдін складається з пурпурово-сірих або червонувато-коричневих пісковиків, алевролітів та конгломератів різної консистенції. Група геологічних формацій Ванші зазвичай датується пізнім крейдовим періодом, хоча деякі її регіони є давнішими. На основі відкриття пінакозавра, відомого лише в інших місцях формації Джадохта або у регіонах того ж віку, вважається, що група Ванші має приблизний вік 75–71 мільйон років. Конкретний вік формації Хунтуя оцінюється як 73,5–72,9 мільйонів років тому. Оскільки Хунтуя безпосередньо давніша за Цзянцзюньдін, Боріндер (2015) визначив, що Tanius sinensis, сучасник мікропахіцефалозавра, жив у пізньому кампані — найдавнішому маастрихті.
Формація Цзянцзюньдін відкладалася в річково-озерному середовищі. Клімат був теплим і вологим протягом більшої частини періоду, після чого почав висихати. Таксони, що мешкали разом із мікропахіцефалозавром у формації, включають анкілозавра Пінакозавра (cf. grangeri), гадрозавра Таніуса (Tanius sinensis), проміжних завроподів, проміжних целурозаврів та проміжних хелоніїдів, які мають схожість із Наньсюнхеліїдами. Також було виявлено кілька місць знаходження яєць динозаврів.